# Атамура
Атаму́ра (каз. Атамұра) — село у складі Мактааральського району Туркестанської області Казахстану. Входить до складу сільського округу Аязхана Калибекова.
До 2008 року село називалося Побєда.
Населення — 1394 особи (2021; 1104 у 2009, 1095 у 1999, 1002 у 1989).